# Ortul vătășesc
Ortul vătășesc a fost o taxă din Țara Românească, în secolele al XVI-lea - al XVIII-lea, percepută pentru vinul pus în vânzare în târguri,echivalentă cu taxa moldovenească ortul starostesc.